# Banknoty Narodowego Banku Polskiego (od 1994)
Banknoty Narodowego Banku Polskiego – banknoty denominowane w złotych, emitowane przez Narodowy Bank Polski w ramach systemu monetarnego wprowadzonego w Polsce w wyniku denominacji złotego z 1 stycznia 1995 r., z datami emisji począwszy od 25 marca 1994 r.

## Banknoty obiegowe
Banknoty emitowane są w nominałach od 10 do 500 złotych. Nominały 10, 20 i 50 złotych wprowadzono 1 stycznia 1995 roku, 100 i 200 złotych – 1 czerwca 1995, natomiast 500 złotych – 10 lutego 2017 roku.
Jako pierwsze zostały wprowadzone banknoty oznaczone serią AA. Początkowo drukowano je w londyńskiej wytwórni De La Rue. Od 1997 r. wszystkie nominały produkuje PWPW w Warszawie. Banknoty, które są destruktami powstałymi w procesie druku, zastępowane są dodrukowanymi egzemplarzami serii zastępczych z dwuliterowym oznaczeniem serii zaczynającym się od liter Yx gdzie x = A-Z (banknoty drukowane w PWPW), lub serią ZA (banknoty drukowane w De La Rue).
24 września 2013 Narodowy Bank Polski zaprezentował nowe banknoty o nominale 10, 20, 50 i 100 złotych. Szata graficzna pozostała bez zmian, natomiast ulepszone zostały zabezpieczenia, takie jak m.in. odkryte pole znaku wodnego, ulepszone zabezpieczenie recto-verso i wprowadzenie farby opalizującej. Nowe banknoty zostały wprowadzone do obiegu 7 kwietnia 2014 roku oraz 20 stycznia 2017 roku (20 złotych z datą emisji 15 września 2016) i od 27 lutego 2017 (10 złotych z datą emisji 15 września 2016). Banknoty sprzed modernizacji pozostają bezterminowo ważnym środkiem płatniczym.
23 czerwca 2015 Narodowy Bank Polski zaprezentował nowy banknot o nominale 200 złotych, który nie był zmodernizowany razem z pozostałymi w 2013 roku. Tak jak w pozostałych banknotach – szata graficzna pozostała bez zmian, zmieniły się natomiast zabezpieczenia. Zastosowano na przykład nitkę okienkową, a pole znaku wodnego zostało odkryte. Banknot został wprowadzony do obiegu 12 lutego 2016 roku.
Aż do 2013 roku NBP nie przewidywał wprowadzania nominałów wyższych niż 200 złotych, podając jako uzasadnienie, że banknoty o najwyższym wówczas nominale 200 złotych są rzadko spotykane w obiegu i stanowią jedynie 10 procent wszystkich banknotów, a większe kwoty są regulowane kartą. 25 czerwca 2015 NBP poinformował, że zaczął pracę nad wprowadzeniem nowego banknotu o nominale 500 złotych w celu wygodniejszego gospodarowania rezerwami walutowymi, wzrostu zapotrzebowania na gotówkę, w tym na banknoty 200 złotych i obniżenia kosztów produkcji. 6 czerwca 2016 Narodowy Bank Polski zaprezentował nowy banknot o nominale 500 złotych. Został on wprowadzony do obiegu 10 lutego 2017.
31 grudnia 2020 w obiegu znajdowało się 2 mld 812,78 mln banknotów obiegowych.
W styczniu 2021 prezes NBP Adam Glapiński zapowiedział wprowadzenie do obiegu banknotu o nominale 1000 złotych w niedalekiej przyszłości, lecz po 2022 NBP wycofał się z tych planów.
Projektantem banknotów o nominałach od 10 do 500 złotych był Andrzej Heidrich, będący również autorem serii banknotów Wielcy Polacy.

### Lista banknotów obiegowych
| Nominał                       | 10 złotych | 20 złotych | 50 złotych | 100 złotych | 200 złotych | 500 złotych |
| Pierwsza Emisja               | 25 marca 1994 | 25 marca 1994 | 25 marca 1994 | 25 marca 1994 | 25 marca 1994 | brak |
| Druga Emisja (modyfikacja)    | 5 stycznia 2012 | 5 stycznia 2012 | 5 stycznia 2012 | 5 stycznia 2012 | 30 marca 2015 | 16 lutego 2016 |
| Trzecia Emisja                | 15 września 2016 | 15 września 2016 | 8 grudnia 2017 | 14 grudnia 2018 | 6 września 2021 | 12 stycznia 2017 |
| Czwarta Emisja                | 30 stycznia 2025 | Brak | Brak | Brak | Brak | Brak |
| Zdjęcie                       | awers i rewers Po modyfikacji: awersrewers | awers i rewers Po modyfikacji: awersrewers | awers i rewers Po modyfikacji: awersrewers | awers i rewers Po modyfikacji: awersrewers | awers i rewers Po modyfikacji: [potrzebny przypis] | Po modyfikacji: awersrewers |
| OPIS                          | | | | | | |
| Opis                          | Wymiary: 120 × 60 mm Awers: - w centralnej części portret księcia Mieszka I inspirowany ryciną Jana Matejki - na lewo od portretu dwie rozety inspirowane wzorem z posadzki katedry gnieźnieńskiej - na prawo od portretu motyw roślinny spotykany na romańskich naczyniach liturgicznych - w lewym dolnym rogu kwadrat - numeracja: w układzie poziomym powtórzona dwa razy – w lewej części banknotu w kolorze czarnym i w prawej części w kolorze czerwonym Rewers: - w centralnej części denar – srebrna moneta, wg NBP z okresu panowania Mieszka I, wg wielu historyków z drugiego dziesięciolecia XI w. – z okresu panowania Mieszka II Lamberta - w tle stylizowane kolumny romańskie z Opactwa Benedyktynów w Tyńcu | Wymiary: 126 × 63 mm Awers: - w centralnej części portret króla Bolesława I Chrobrego inspirowany ryciną Jana Matejki - na lewo od portretu portal romański - na prawo od portretu korona dębu z Drzwi Gnieźnieńskich ze sceny wystawienia zwłok św. Wojciecha - w lewym dolnym rogu okrąg - numeracja: w układzie poziomym powtórzona dwa razy – w lewej części banknotu w kolorze czarnym i w prawej części w kolorze czerwonym Rewers: - w centralnej części Denar Princes Polonie – srebrna moneta z okresu panowania Bolesława I Chrobrego - po lewej stronie wizerunku banknotu romańska Rotunda. św. Mikołaja w Cieszynie - po prawej stronie wizerunku banknotu motyw lwa rozpiętego na wici roślinnej z obramowania Drzwi Gnieźnieńskich | Wymiary: 132 × 66 mm Awers: - w centralnej części portret króla Kazimierza III Wielkiego inspirowany ryciną Jana Matejki - na lewo od portretu ornament gotycki. - na prawo od portretu ukoronowana litera „K” z monogramu królewskiego z drzwi katedry na Wawelu - w lewym dolnym rogu romb - numeracja: w układzie poziomym po lewej stronie (czarna czcionka) pionowym po prawej (czerwona czcionka). Rewers: - w centralnej części wizerunek orła z pieczęci majestatycznej Kazimierza III Wielkiego, poniżej insygnia królewskie – jabłko i berło - w tle panorama Krakowa i Kazimierza z drzeworytu Hartmanna Schedla | Wymiary: 138 × 69 mm Awers: - w centralnej części portret króla Władysława II Jagiełły - po obu stronach portretu stylizowane elementy ornamentyki gotyckiej - w lewym dolnym rogu równoramienny krzyż - numeracja: w układzie poziomym po lewej stronie (czarna czcionka), pionowym po prawej (czerwona czcionka) Rewers: - w centralnej części Orzeł Biały na tarczy herbowej z nagrobka Władysława II Jagiełły, poniżej skrzyżowane dwa nagie miecze, hełm i płaszcz krzyżacki - po lewej stronie wizerunku tarczy zamek krzyżacki w Malborku | Wymiary: 144 × 72 mm Awers: - w centralnej części portret króla Zygmunta I Starego inspirowany ryciną Jana Matejki - na lewo od portretu fragment wieńca przewiązanego wstęgą - na prawo od portretu rysunek małego wieńca (pierwsza seria) lub tarcza herbowa z literą „S” (od 2016 r.) - w lewym dolnym rogu równoramienny trójkąt - numeracja: dwie duże litery i siedem cyfr numeracji w układzie rosnącym – W układzie poziomym po lewej stronie (czarna czcionka) pionowym po prawej (czerwona czcionka) – wersja niezmodernizowana sprzed 2016 r. – w wersji zmodernizowanej numeracja znajduje się w układzie poziomym w dolnej części banknotu po lewej i prawej stronie - tylko zmodernizowane banknoty (od 2016 r.): po 10 ukośnych pasków wzdłuż obydwu krótszych krawędzi Rewers: - w centralnej części wizerunek orła przeplecionego literą „S” w sześcioboku z Kaplicy Zygmuntowskiej katedry na Wawelu - w tle wizerunku orła – fragment dziedzińca arkadowego zamku na Wawelu | Wymiary: 150 × 75 mm Awers: - w centralnej części portret króla Jana III Sobieskiego inspirowany ryciną Jana Matejki - na lewo od portretu wizerunek herbu Janina - na prawo od portretu szyszak husarski - w lewym dolnym rogu 8 małych kółek z białymi krzyżykami w dwóch kolumnach - numeracja: w układzie poziomym powtórzona dwa razy – w lewej części banknotu w kolorze czarnym i w prawej części w kolorze czerwonym - po 15 ukośnych pasków (3 razy po 5 kresek) wzdłuż obydwu krótszych krawędzi Rewers: - wizerunek Orła Białego za panowania Jana III Sobieskiego - w tle wizerunku orła pałac w Wilanowie |
| ZABEZPIECZENIA                | | | | | | |
| Zabezpieczenia                | - znak wodny: portret księcia Mieszka I - nitka zabezpieczająca: powtarzający się napis składającym się z oznaczenia „10 ZŁ” oraz jego odbicia lustrzanego - mikrodruk na stronie przedniej: powtarzający się pionowy napis „RZECZPOSPOLITA POLSKA” z prawej strony znaku wodnego; powtarzające się litery „RP” w tle liczby „10” w prawej górnej części oraz powtarzający się napis „RZECZPOSPOLITA POLSKA” nad tą częścią - mikrodruk na stronie odwrotnej: powtarzający się napis „NARODOWY BANK POLSKI” powyżej i poniżej denara w półkolach rozdzielony liniami oraz powtarzający się napis „RZECZPOSPOLITA POLSKA” nad dolną częścią ze słownym i cyfrowym nominału - widoczne w promieniach UV na stronie przedniej: kwadrat z napisem „10 ZŁ” w lewym górnym rogu i farba metalizowana w rozetach romańskich – w kolorze seledynowym - numeracja w prawym dolnym rogu w kolorze pomarańczowym - widoczne w promieniach UV na stronie odwrotnej: Część szaty graficznej w lewej części banknotu – w kolorze seledynowym - uzupełniające się pod światło (recto-verso): rysunek korony w owalu - widoczne pod kątem (efekt kątowy): na stronie przedniej, w prawej dolnej stronie banknotu – liczba „10” widoczna pod odpowiednim kątem, na rewersie w prawej dolnej części – liczba „10” widoczna w zależności od kąta patrzenia. - farba metalizowana – na stronie przedniej kolor szary w rozetach Zabezpieczenie po modyfikacji: | - znak wodny: portret Bolesława I Chrobrego. - nitka zabezpieczająca: powtarzający się napis składającym się z oznaczenia „20 ZŁ” oraz jego odbicia lustrzanego. - mikrodruk powtarzający się pionowy napis „RZECZPOSPOLITA POLSKA” z prawej strony znaku wodnego; powtarzające się litery „RP” w tle liczby „20” w prawej górnej części oraz powtarzający się napis „RZECZPOSPOLITA POLSKA” nad tą częścią. - mikrodruk na stronie odwrotnej: powtarzający się napis „NARODOWY BANK POLSKI” powyżej i poniżej denara w półkolach rozdzielony liniami oraz powtarzający się napis „RZECZPOSPOLITA POLSKA” nad dolną częścią ze słownym i cyfrowym nominału. - widoczne w promieniach UV na stronie przedniej: kwadrat z napisem „20 ZŁ” w lewym górnym rogu i farba metalizowana na cegłach – w kolorze seledynowym. Numeracja w prawym dolnym rogu w kolorze pomarańczowym - widoczne w promieniach UV na stronie odwrotnej: fragmenty szaty graficznej w lewej i prawej części banknotu i inicjały „NBP” w prawym dolnym rogu – w kolorze jasnoseledynowym - uzupełniające się pod światło (recto-verso): rysunek korony w owalu - widoczne pod kątem (efekt kątowy): na stronie przedniej, w prawej dolnej stronie banknotu – liczba „20” widoczna pod odpowiednim kątem, na rewersie w prawej dolnej części – liczba „20” widoczna w zależności od kąta patrzenia - farba metalizowana – na stronie przedniej kolor szary cegieł nad portalem oraz drobnych elementów w środkowej i dolnej części portalu | - znak wodny: portret króla Kazimierza III Wielkiego - nitka zabezpieczająca: powtarzający się napis składającym się z oznaczenia „50 ZŁ” oraz jego odbicia lustrzanego - mikrodruk powtarzający się pionowy napis „RZECZPOSPOLITA POLSKA” z prawej strony znaku wodnego; powtarzające się litery „RP” w tle liczby „50” w prawej górnej części oraz powtarzający się napis „RZECZPOSPOLITA POLSKA” nad tą częścią - mikrodruk na stronie odwrotnej: powtarzający się napis „NARODOWY BANK POLSKI” powyżej i poniżej pieczęci z wizerunkiem orła w półkolach oraz powtarzający się napis „RZECZPOSPOLITA POLSKA” nad dolną częścią z oznaczeniem cyfrowym i słownym nominału - widoczne w promieniach UV na stronie przedniej: kwadrat z napisem „50 ZŁ” w lewym górnym rogu i farba metalizowana w prawym dolnym rogu w wyodrębnionej części. Numeracja w prawym dolnym rogu w kolorze pomarańczowym - widoczne w promieniach UV na stronie odwrotnej: część szaty graficznej w lewej i prawej części banknotu i inicjały „NBP” w prawym dolnym rogu – w kolorze jasnoseledynowym. - uzupełniające się pod światło (recto-verso): rysunek korony w owalu - widoczne pod kątem (efekt kątowy): na stronie przedniej, w prawej dolnej stronie banknotu – liczba „50” lub korona w owalu, widoczna pod odpowiednim kątem, na rewersie w prawej dolnej części – liczba „50” widoczna w zależności od kąta patrzenia - farba metalizowana – na stronie przedniej kolor szary i jasnoniebieski w wyodrębnionej płaszczyźnie w prawym dolnym rogu. - farba zmienna optycznie: na stronie przedniej – ukoronowana litera „K” z prawej strony portretu, zmieniająca kolor w zależności od kąta patrzenia z różowofioletowego na oliwkowozielony | - znak wodny: portret króla Władysława II Jagiełły - nitka zabezpieczająca: powtarzający się napis składającym się z oznaczenia „100 ZŁ” oraz jego odbicia lustrzanego - mikrodruk powtarzający się pionowy napis „RZECZPOSPOLITA POLSKA” z prawej strony znaku wodnego; powtarzające się litery „RP” na wyodrębnionej części w tle liczby „100” w prawej górnej części oraz powtarzający się napis „RZECZPOSPOLITA POLSKA” powyżej oznaczenia - mikrodruk na stronie odwrotnej: powtarzający się napis „NARODOWY BANK POLSKI” powyżej i poniżej pieczęci z wizerunkiem orła w półkolach oraz powtarzający się napis „RZECZPOSPOLITA POLSKA” nad dolną częścią z oznaczeniem cyfrowym i słownym nominału - widoczne w promieniach UV na stronie przedniej: kwadrat z napisem „100 ZŁ” w lewym górnym rogu; farba metalizowana w prawym dolnym rogu w wyodrębnionym polu oraz fragmenty giloszowego tła w prawej i środkowej części banknotu – w kolorze seledynowym - pionowa numeracja w prawej części banknotu – w kolorze pomarańczowym - widoczne w promieniach UV na stronie odwrotnej: fragmenty wstęg giloszowych, półkoliste napisy w mikrodruku w górnej i dolnej części, dwa symetrycznie położone pola na górze i dole banknotu oraz fragmenty kompozycji linii giloszowych układających się w liczby „100” w lewej i prawej części – w kolorze żółtym - uzupełniające się pod światło (recto-verso): rysunek korony w owalu - widoczne pod kątem (efekt kątowy): na stronie przedniej, w prawej dolnej stronie banknotu – liczba „100” lub korona w owalu, widoczna pod odpowiednim kątem, na rewersie w prawej dolnej części – liczba „100” widoczna w zależności od kąta patrzenia - farba metalizowana – na stronie przedniej kolor zielony i oliwkowy w wyodrębnionej płaszczyźnie w prawym dolnym rogu - farba zmienna optycznie: na stronie przedniej – rozeta z prawej strony portretu poniżej rysunku korony, zmieniająca kolor w zależności od kąta patrzenia z różowego na szaro-zielony - złota folia metaliczna: na stronie przedniej w rozecie z lewej strony portretu | - znak wodny: portret króla Zygmunta I Starego - nitka zabezpieczająca: powtarzający się napis składającym się z oznaczenia „200 ZŁ” oraz jego odbicia lustrzanego - mikrodruk powtarzający się pionowy napis „RZECZPOSPOLITA POLSKA” z prawej strony znaku wodnego; powtarzające się litery „RP” na wyodrębnionej części w tle liczby „200” w prawej górnej części oraz powtarzający się napis „RZECZPOSPOLITA POLSKA” powyżej oznaczenia - mikrodruk na stronie odwrotnej: powtarzający się napis „NARODOWY BANK POLSKI” powyżej i poniżej pieczęci z wizerunkiem orła w półkolach oraz powtarzający się napis „RZECZPOSPOLITA POLSKA” nad dolną częścią z oznaczeniem cyfrowym i słownym nominału - widoczne w promieniach UV na stronie przedniej: kwadrat z napisem „200 ZŁ” w lewym górnym rogu; farba metalizowana w prawym dolnym rogu w wyodrębnionym polu oraz fragmenty giloszowego tła w prawej i środkowej części banknotu – w kolorze żółtym. Pionowa numeracja w prawej części banknotu – w kolorze pomarańczowym - widoczne w promieniach UV na stronie odwrotnej: wstęga giloszowa w górnej części, rysunek korony w owalu, fragmenty kompozycji linii giloszowych układających się w liczby „200”, fragment dolnej wyodrębnionej płaszczyzny oraz część inicjału „NBP” – w kolorze żółtym - uzupełniające się pod światło (recto-verso): rysunek korony w owalu - widoczne pod kątem (efekt kątowy): na stronie przedniej, w prawej dolnej stronie banknotu – liczba „200” widoczna pod odpowiednim kątem, na rewersie w prawej dolnej części – liczba „200” widoczna w zależności od kąta patrzenia - farba metalizowana – na stronie przedniej kolor jasnobrązowy i żółty na wyodrębnionej płaszczyźnie w prawym dolnym rogu - farba zmienna optycznie: na stronie przedniej – na stronie przedniej – rysunek małego wieńca z prawej strony portretu poniżej rysunku korony, zmieniający kolor w zależności od kąta patrzenia z różowego na szaro-zielony Występuje tylko w tym banknocie: - hologram: na stronie przedniej w kształcie renesansowego kartusza, na którym w zależności od kąta patrzenia widoczne są: duży napis „NBP 200” okolony wieńcem oraz powtarzające się małe napisy „NBP 200” – z lewej strony portretu Polska była drugim krajem na świecie, po Kuwejcie, który w banknotach kierowanych do obiegu wprowadził hologram | brak |
| ZABEZPIECZENIA PO MODYFIKACJI | | | | | | |
| Zabezpieczenia po modyfikacji | - znak wodny wzbogacony o cyfrowe oznaczenie nominału „10” - pole znaku wodnego nie jest zadrukowane - widoczne w promieniach UV na stronie przedniej: kwadrat z napisem „10 ZŁ” w prawym górnym rogu i rozety romańskie – w kolorze seledynowym. Numeracja w prawym dolnym rogu w kolorze pomarańczowym - zamiast farby metalizowanej na stronie przedniej – pas opalizujący w kolorze turkusowym na odwrotnej stronie banknotu - uproszczony wizerunek recto-verso - EURion w kolorze zielonym | - znak wodny wzbogacony o cyfrowe oznaczenie nominału „20” - pole znaku wodnego nie jest zadrukowane - widoczne w promieniach UV na stronie przedniej: kwadrat z napisem „20 ZŁ” w prawym górnym rogu i cegły w portalu – w kolorze seledynowym. Numeracja w prawym dolnym rogu w kolorze pomarańczowym - zamiast farby metalizowanej na stronie przedniej – pas opalizujący w kolorze liliowym na odwrotnej stronie banknotu - uproszczony wizerunek recto-verso - EURion w kolorze pomarańczowym | - znak wodny wzbogacony o cyfrowe oznaczenie nominału „50” - pole znaku wodnego nie jest zadrukowane - widoczne w promieniach UV na stronie przedniej: kwadrat z napisem „50 ZŁ” w miejscu podpisów i farba metalizowana w prawym dolnym rogu w wyodrębnionym polu oraz fragmenty giloszowego tła w prawej części banknotu – w kolorze seledynowym. Pionowa numeracja w prawej części banknotu – w kolorze pomarańczowym - brak farby metalizowanej - farba zmienna optycznie: na stronie przedniej – ukoronowana litera „K” z prawej strony portretu zmieniająca kolor, w zależności od kąta patrzenia, z zielonego na niebieski - uproszczony wizerunek recto-verso - EURion w kolorze jasnozielonym | - znak wodny wzbogacony o cyfrowe oznaczenie nominału „100”. - pole znaku wodnego nie jest zadrukowane. - widoczne w promieniach UV na stronie przedniej: kwadrat z napisem „100 ZŁ” w miejscu podpisów i farba metalizowana w prawym dolnym rogu w wyodrębnionym polu oraz fragmenty giloszowego tła w prawej i środkowej części banknotu – w kolorze seledynowym. Pionowa numeracja w prawej części banknotu – w kolorze pomarańczowym. - brak farby metalizowanej. - farba zmienna optycznie: na stronie przedniej rozeta z prawej strony portretu poniżej rysunku korony zmieniająca kolor w zależności od kąta patrzenia ze złotego na zielony. - uproszczony wizerunek recto-verso. - EURion w kolorze jasnozielonym. | - znak wodny wzbogacony o cyfrowe oznaczenie nominału „200” - pole znaku wodnego nie jest zadrukowane - nitka okienkowa, której fragmenty są widoczne na przedniej stronie banknotu, całość widoczna pod światło - widoczne w promieniach UV na stronie przedniej: kwadrat z napisem „200 ZŁ” w miejscu podpisów i inne elementy - farba zmienna optycznie: na stronie przedniej tarcza z prawej strony portretu zmieniająca kolor w zależności od kąta patrzenia ze złotego na zielony, a wzór szachownicy porusza się - uproszczony wizerunek recto-verso - EURion w kolorze pomarańczowym - farba opalizująca na rewersie banknotu w prawej jego części (ornament w kolorze złotym) – w zależności od kąta patrzenia widoczny lub niemalże niewidoczny - złota farba – prawy górny róg rewersu banknotu – cyfrowe oznaczenie nominału 200 - 10 ukośnych kresek na krótszych bokach banknotu ułożonych w jednej linii – ułatwia to rozpoznanie banknotu przez osoby niewidome i niedowidzące | - nitka zabezpieczająca – nitka okienkowa, której fragmenty są widoczne na powierzchni banknotu - zmienny kolor podczas poruszania banknotem – zmieniający się kolor z niebieskiego na zielony - efekt kątowy – herb Janina z lewej strony portretu Jana III Sobieskiego - farba opalizująca w kolorze złotym (ornament) pod cyfrowym oznaczeniem nominału 500 w prawym górnym rogu banknotu na odwrocie – w zależności od kąta patrzenia element widoczny lub prawie niewidoczny - pozostałe zabezpieczenia tożsame ze zmodernizowanym banknotem 200 zł (z wyjątkiem złotej farby na cyfrowym oznaczeniu nominału)    |

## Banknoty kolekcjonerskie
W 2006 r. Narodowy Bank Polski rozpoczął emisję okolicznościowych banknotów kolekcjonerskich, upamiętniających m.in. ważne wydarzenia lub wybitnych Polaków. Pierwszym takim banknotem było 50 złotych z Janem Pawłem II.
Banknoty kolekcjonerskie odróżnią się od obiegowych bogatszą symboliką wizerunków postaci i wydarzeń, kompozycją i szczegółami tematycznymi, a także parametrami technicznymi i graficznymi – liczbą i formą zastosowanych zabezpieczeń przed fałszerstwami, kolorystyką, wymiarami czy technikami druku.
Banknoty kolekcjonerskie są prawnym środkiem płatniczym w Polsce, a więc można posługiwać się na identycznych zasadach jak banknotami obiegowymi, chociaż regulowanie nimi płatności może oznaczać stratę finansową, ze względu na cenę tych banknotów, za jaką są one wprowadzane na pierwotny rynek kolekcjonerski.
Zazwyczaj banknoty kolekcjonerskie są wprowadzane na rynek w ochronnym etui papierowo-foliowych, na którym umieszczone są informacje charakteryzujące konkretną emisję.
Banknoty kolekcjonerskie, podobnie jak obiegowe, są produkowane na zamówienie NBP przez Polską Wytwórnię Papierów Wartościowych SA w Warszawie.

### Lista banknotów kolekcjonerskich
| Lp. | Nominał    | Przód banknotu (awers)                                                                 | Tył banknotu (rewers) | Upamiętnienie                                                                    | Projektant                                  | Data emisji          | Wymiary (mm) | Nakład (szt.) | Podgląd (strona NBP) |
| --- | ---------- | -------------------------------------------------------------------------------------- | --- | -------------------------------------------------------------------------------- | ------------------------------------------- | -------------------- | ------------ | ------------- | -------------------- |
| 1   | 50 złotych | Jan Paweł II                                                                           | Złożenie hołdu papieżowi przez kardynała Wyszyńskiego                                                                        | 28 rocznica wyboru Karola Wojtyły na papieża                                     | Andrzej Heidrich                            | 16 października 2006 | 144 × 72     | 2 000 000     |                      |
| 2   | 10 złotych | Józef Piłsudski                                                                        | Pomnik Czynu Legionowego w Kielcach                                                                                          | 90-lecie Odzyskania Niepodległości                                               | Jan Maciej Kopecki                          | 30 października 2008 | 138 × 69     | 80 000        |                      |
| 3   | 20 złotych | Juliusz Słowacki                                                                       | Fragment autografu wiersza „Uspokojenie” i kolumna Zygmunta                                                                  | 200. rocznica urodzin Juliusza Słowackiego                                       | Jan Maciej Kopecki                          | 23 września 2009     | 138 × 69     | 80 000        |                      |
| 4   | 20 złotych | Fryderyk Chopin                                                                        | Pejzaż mazowiecki z wierzbami, fragment zapisu nutowego Etiudy f-moll op. 10 nr 9                                            | 200. rocznica urodzin Fryderyka Chopina                                          | Grzegorz Pfeifer i Katarzyna Jarnuszkiewicz | 22 lutego 2010       | 138 × 69     | 120 000       |                      |
| 5   | 20 złotych | Maria Skłodowska-Curie                                                                 | Instytut Radowy w Warszawie                                                                                                  | 100-lecie przyznania Nagrody Nobla Marii Skłodowskiej-Curie w dziedzinie Chemii. | Agnieszka Próchniak                         | 25 listopada 2011    | 138 × 69     | 60 000        |                      |
| 6   | 20 złotych | Józef Piłsudski                                                                        | Krzyż Wielkiego Orderu Virtuti Militari                                                                                      | 100. rocznica utworzenia Legionów Polskich                                       | Andrzej Heidrich                            | 5 sierpnia 2014      | 147 × 67     | do 50 000     |                      |
| 7   | 20 złotych | Jan Długosz                                                                            | Wizerunek katedry na Wawelu oraz wizerunek herbu Jana Długosza – Wieniawa                                                    | 600. rocznica urodzin Jana Długosza                                              | Andrzej Heidrich                            | 24 sierpnia 2015     | 138 × 69     | do 30 000     |                      |
| 8   | 20 złotych | Mieszko I i Dobrawa                                                                    | Wizerunek katedry gnieźnieńskiej                                                                                             | 1050. rocznica Chrztu Polski                                                     | Krystian Michalczuk                         | 12 kwietnia 2016     | 144 × 77     | do 35 000     |                      |
| 9   | 20 złotych | Obraz Matki Bożej Jasnogórskiej                                                        | Obraz Matki Bożej Jasnogórskiej                                                                                              | 300-lecie koronacji Obrazu Matki Bożej Jasnogórskiej                             | Justyna Kopecka                             | 21 sierpnia 2017     | 150 × 77     | do 55 000     |                      |
| 10  | 20 złotych | Józef Piłsudski                                                                        | Flaga Polski, orzeł strzelecki                                                                                               | 100-lecie odzyskania niepodległości                                              | Agnieszka Próchniak                         | 31 sierpnia 2018     | 150 × 77     | do 50 000     |                      |
| 11  | 19 złotych | Ignacy Jan Paderewski                                                                  | Gmach Polskiej Wytwórni Papierów Wartościowych S.A. w Warszawie, Panorama warszawska                                         | 100-lecie powstania Polskiej Wytwórni Papierów Wartościowych                     | Justyna Kopecka i Krystian Michalczuk       | 2 października 2019  | 150 × 77     | do 55 000     |                      |
| 12  | 20 złotych | Józef Piłsudski                                                                        | Stylizowany fragment obrazu Jerzego Kossaka „Cud nad Wisłą”                                                                  | 100-lecie Bitwa Warszawskej                                                      | Justyna Kopecka                             | 11 sierpnia 2020     | 150 × 77     | do 60 000     |                      |
| 13  | 20 złotych | Lech Kaczyński                                                                         | Budynek Muzeum Powstania Warszawskiego, Strajk w Stoczni Gdańskiej, SOLIDARNOŚĆ, Cmentarz Wojenny w Katyniu.                 | Lech Kaczyński. Warto być Polakiem                                               | Justyna Kopecka                             | 9 listopada 2021     | 150 × 77     | do 80 000     |                      |
| 14  | 20 złotych | Funkcjonariusz straży granicznej i żołnierz Wojska Polskiego oraz fragment mapy Polski | Śmigłowiec policji, krajobraz polskiej granicy wschodniej, godło RP według wizerunku znajdującego się na słupach granicznych | Ochrona polskiej granicy wschodniej                                              | Agnieszka Próchniak                         | 19 lipca 2022        | 150 × 77     | do 80 000     |                      |
| 15  | 20 złotych | Mikołaj Kopernik                                                                       | Szóstak gdański, szóstak elbląski, Zamek Kapituły Warmińskiej w Olsztynie                                                    | 550-lecie urodzin Mikołaja Kopernika                                             | Krystian Michalczuk                         | 9 lutego 2023        | 150 × 77     | do 100 000    |                      |
| 16  | 20 złotych | Powstańcy na tle płonącego budynku PAST-y, grupa osób otaczającą jeńców niemieckich    | Powstańcy z karabinami na tle zniszczonej zabudowy, ołtarz polowy w trakcie mszy w jednym z podwórzy                         | 80. rocznica wybuchu Powstania Warszawskiego                                     | Justyna Kopecka                             | 26 lipca 2024        | 150 × 77     | do 80 000     |                      |
| 17  | 20 złotych |                                                                                        | | Tysiąclecie koronacji Bolesława Chrobrego                                        |                                             | 5 listopada 2025     |              | do 70 000     |                      |

## Wymiana uszkodzonych banknotów Narodowego Banku Polskiego[46]
Zasady wymiany uszkodzonego banknotu określa obwieszczenie Prezesa Narodowego Banku Polskiego z dnia 5 lipca 2018 r., wg którego możliwe jest uzyskanie jego wartości nominalnej:
- 100% jeżeli:
  - jest on nieprzerwany na więcej niż 10 części, które są sklejone lub niesklejone ze sobą, pod warunkami, że wszystkie części pochodzą z tego samego egzemplarza, nie posiadają ubytków powierzchni w miejscu przerwania i łącznie stanowią 100% pierwotnej powierzchni znaku pieniężnego,
  - zachowało się ponad 75% pierwotnej powierzchni w jednym fragmencie,
- 50% jeżeli zachowało się od 45%, do 75% pierwotnej powierzchni w jednym fragmencie.

W innych przypadkach uszkodzony znak pieniężny nie podlega wymianie.
Wszystkie banki w Polsce mają obowiązek przyjąć do wymiany uszkodzony banknot spełniający powyższe wymagania, po czym wysyłają go, wraz z wnioskiem o wymianę zużytych lub uszkodzonych znaków pieniężnych, do Centrali NBP. W większości przypadków Narodowy Bank Polski dokonuje wymiany natychmiast, z wyjątkiem tych o podejrzanej autentyczności, np. gdy zniszczenie powstało w wyniku wyprania – rozpoczynana jest wtedy procedura potwierdzenia autentyczność, a czas wymiany wydłuża się.
Zgodnie z zarządzeniem Prezes Narodowego Banku Polskiego nr 20/2020 możliwa jest korespondencyjna wymiana uszkodzonych banknotów przy skorzystaniu z usług Poczty Polskiej – wystarczy uzupełnić wniosek o wymianę zużytych lub uszkodzonych banknotów (dostępny w Internecie) i wysłać go, wraz uszkodzonymi znakami pieniężnymi, do Narodowego Banku Polskiego. W ten sposób można wymienić maksymalnie do 2000 złotych.